# Lacul Vârșolț

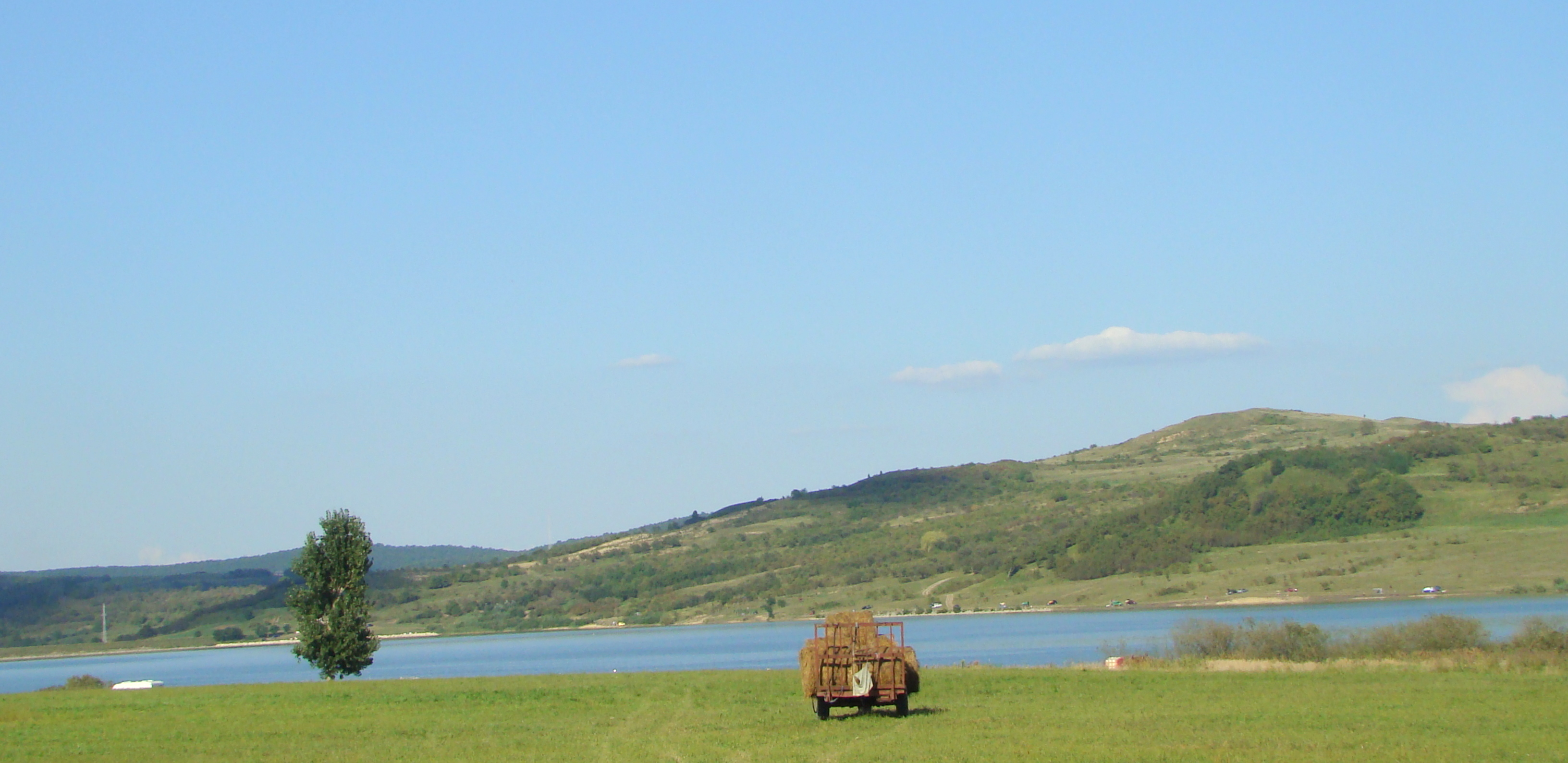
Lacul de acumulare Vârșolț între localitățile Crasna și Vârșolț

Lacul Vârșolț este cel mai mare lac din județul Sălaj. Lacul reprezintă sursa de alimentare cu apă potabilă pentru Zalău, Șimleu Silvaniei, Crișeni, Hereclean, Panic, Badon, Guruslau, Borla, Câmpia, Bocșa și Sălăjeni.
Construcția s-a început în anul 1977, fiind pus în funcțiune în anul 1979.